# Idol School
Idol School (kor. 아이돌 학교 Aidol Hakkyo) – południowokoreański survivalowy reality show transmitowany na antenie Mnet od 13 lipca do 29 września 2017 roku. Celem programu było utworzenie 9-osobowego girlsbandu spośród 41 uczestniczek, które uczęszczały na lekcje śpiewu i tańca w ciągu 11 tygodni trwania programu.
Mimo podobieństw z innym programem kanału Mnet, Produce 101, program ten różni się rodzajem uczestniczek, systemem głosowania i liczbą zwyciężczyń, które ostatecznie utworzyły grupę, a także tym, jak traktowane były wyeliminowane zawodniczki, które mimo eliminacji miały szansę na debiut w „normalnej klasie”, jeśli zdecydowałyby się skorzystać z oferty kontynuowania nauki w innej klasie poza kampusem pod mniej ścisłą kontrolą.
Nowo powstały girlsband został nazwany fromis 9 (czyli From Idol School), ale wymawiane jak słowo Promise w języku koreańskim (kor. 프로미스 Peuromiseu). Członkinie grupy zostały przeszkolone przez Pledis Entertainment, która będzie wydawać ich albumy, ale zespołem zarządza Stone Entertainment (joint venture CJ E&M).

## Koncepcja
Chociaż Idol School był promowany jako program survivalowy, to format przypominał rzeczywistą szkołę. Przez 11 tygodni dziewczyny uczestniczyły w lekcjach śpiewu, tańca, a także historii K-popu i innych kwestii związanych z byciem idolem w Korei Południowej (m.in. trening mentalny i prezentacja przed publicznością). Producent Shin Yu-seon poinformował, że rekrutację uczestniczek rozpoczęto w kwietniu 2017 roku. Udział mogły zgłosić tylko dziewczyny w wieku od 13 lat (wiek koreański) niebędące stażystkami w żadnej firmie rozrywkowej. Producent wyjaśnił również, że byłe stażystki i piosenkarki również mogły wziąć udział w programie. Spotkało się to z krytyką ze strony publiczności, która uważała, że jest to sprzeczne z pojęciem „szkolenia zwykłych uczniów”. Widzowie mogli głosować na żywo podczas trwania każdego odcinka, a „oceny” uczniów były w całości od tego zależne. Decyzja o utworzeniu 9-osobowej grupy została również podjęta przez głosowanie wstępne.
Członek zespołu Super Junior, Kim Hee-chul, pełnił funkcję „wychowawcy” klasy, weteran-aktor Lee Soon-jae został dyrektorem szkoły. Zajęcia prowadzili także m.in. Bada z S.E.S. i trener wokalny Jang Jin-young z SM Entertainment (prowadzili zajęcia z wokalu i występowania na scenie), choreograf Park Jun-hee i piosenkarka Stephanie (prowadzili lekcje tańca). Black Eyed Pilseung wyprodukowali muzykę, a Kim Il-jeong był MC Debut Diagnostics Exams oraz School Entrance Ceremony.

## Produkcja
Kampus szkoły położony jest we wsi angielskiej w Paju.

## Piosenka przewodnia
Piosenka „Cause You're Pretty” (kor. 예쁘니까), śpiewana przez 41 uczestniczek, została wydana cyfrowo 13 lipca 2017 roku, w dniu premiery pierwszego odcinka. Uczestniczki zaprezentowały ją także w programie M Countdown.

## Uczestniczki
Zapis imion według oficjalnej strony internetowej.
| Imię (hangul)                | Wiek (koreański) | Uwagi                                                                        |
| ---------------------------- | ---------------- | ---------------------------------------------------------------------------- |
| Bae Eun-yeong (배은영)       | 21               |                                                                              |
| Baek Ji-heon (백지헌)        | 15               | Była stażystka Woollim Entertainment                                         |
| Sky (빈하늘)                 | 19               | Była stażystka Dublekick Company                                             |
| Jo Se-lim (조세림)           | 18               |                                                                              |
| Jo Young-ju (조영주)         | 23               |                                                                              |
| Cho Yu-bin (조유빈)          | 19               | Była stażystka Jellyfish Entertainment                                       |
| Jo Yu-ri (조유리)            | 17               |                                                                              |
| Chu Won-hui (추원희)         | 19               |                                                                              |
| Hong Si-woo (홍시우)         | 21               |                                                                              |
| Jang Gyu-ri (장규리)         | 21               |                                                                              |
| Jeong So-mi (정소미)         | 19               |                                                                              |
| Kim Eun-kyul (김은결)        | 13               |                                                                              |
| Kim Eun-suh (김은서)         | 18               | Była stażystka JYP Entertainment i uczestniczka programu SIXTEEN             |
| Jenny (김주현)               | 16               | Córka piosenkarza Kim Heung-gooka                                            |
| Kim Myong-ji (김명지)        | 21               | Była członkini Tiny-G                                                        |
| Kim Na-yeon (김나연)         | 22               | Była stażystka JYP Entertainment i czlonkini Berry Good                      |
| Lee Chae-young (이채영)      | 18               | Była stażystka JYP Entertainment                                             |
| Lee Da-hee (이다희)          | 22               | Była członkini Awe5ome Baby                                                  |
| Lee Hae-in (이해인)          | 24               | Była stażystka SS Entertainment, uczestniczka Produce 101 i członkini I.B.I  |
| Lee Na-gyung (이나경)        | 18               |                                                                              |
| Lee Sae-rom (이새롬)         | 21               | Była uczestniczka programu Dancing 9                                         |
| Lee Seo-yeon (이서연)        | 18               | Była stażystka YG Entertainment                                              |
| Jessica Lee (이슬)           | 17               | Była członkini Highteen                                                      |
| Lee Si-an (이시안)           | 18               |                                                                              |
| Lee Yoo-jeong (이유정)       | 21               | Była członkini myB                                                           |
| Lee Yeong-yoo (이영유)       | 20               | Była członkini 7 Princess, aktorka oraz była stażystka Woollim Entertainment |
| Michelle White (화이트 미셸) | 14               |                                                                              |
| Natty (나띠)                 | 16               | Była stażystka JYP Entertainment i uczestniczka programu SIXTEEN             |
| Park Ji-won (박지원)         | 20               | Była stażystka JYP Entertainment i uczestniczka programu SIXTEEN             |
| Park So-myeong (박소명)      | 21               |                                                                              |
| Park Sun (박선)              | 14               |                                                                              |
| Roh Ji-sun (노지선)          | 20               |                                                                              |
| Seo He-rin (서헤린)          | 16               | Była stażystka SM Entertainment, była częścią projektu SM Rookies            |
| Shin Si-a (신시아)           | 19               | Była stażystka Dublekick Company i uczestniczka programu Finding Momoland    |
| Snowbaby (스노우 베이비)     | 22               | youtuberka i tajwańska uczestniczka                                          |
| Som Hye-in (솜혜인)          | 22               | Fit model; zrezygnowała z problemów zdrowotnych                              |
| Song Ha-young (송하영)       | 21               |                                                                              |
| Tasha (타샤)                 | 25               | Była uczestniczka programu Dancing 9 i członkini Skarf                       |
| Yang Yeon-ji (양연지)        | 22               | Była członkini Bloomy                                                        |
| Yoo Ji-na (유지나)           | 21               |                                                                              |
| Yoon Ji-woo (윤지우)         | 17               |                                                                              |

## Ranking
W drodze głosowania online oraz na żywo podczas emisji odcinka wybierano 9 najlepszych uczestniczek. Od 3 odcinka głosowanie internetowe było brane pod uwagę raz na ok. 2 tygodnie, a w międzyczasie odbywały się egzaminy. Wyniki dla odcinka 5 zostały oparte na wynikach głosowania na żywo w odcinku 5 i głosowaniu internetowym z poprzedniego tygodnia. Wyniki dla odcinka 7 zostały oparte na głosowaniu widzów z 25 sierpnia, głosowaniu internetowym przed emisją odcinka 7 oraz głosowaniu na żywo.
Wyniki
Zwyciężczynie zostały przeszkolone przez Pledis Entertainment, które zarządzało grupą od powstania do debiutu.
| # | Odcinek 11     | Odcinek 11 |
| # | Imię           | Głosy      |
| - | -------------- | ---------- |
| 1 | Roh Ji-sun     | 71834      |
| 2 | Song Ha-young  | 71549      |
| 3 | Lee Sae-rom    | 71037      |
| 4 | Lee Chae-young | 65318      |
| 5 | Lee Na-kyung   | 64001      |
| 6 | Park Ji-won    | 63816      |
| 7 | Lee Seo-yeon   | 61083      |
| 8 | Baek Ji-heon   | 59577      |
| 9 | Jang Gyu-ri    | 57230      |